# Catedral de San Luis y San Nicolás (Choisy-le-Roi)
La antigua catedral de San Luis y San Nicolás de Choisy-le-Roi, o simplemente catedral de Choisy-le-Roi (en francés: Cathédrale Saint-Louis-et-Saint-Nicolas de Choisy) también conocida como la iglesia de San Luis y San Nicolás (Église Saint-Louis et Saint-Nicolas), es una iglesia católica de Francia. ubicada en la ciudad de Choisy-le-Roi, en Isla de Francia.  Desde 1966, cuando se estableció la diócesis de Créteil, hasta 1987, cuando se inauguró la actual catedral de Créteil, sirvió como primera catedral de la diócesis.
La iglesia fue construida por el arquitecto Ange-Jacques Gabriel bajo la promociónel patrocinio del monarca Luis XV para proporcionar un lugar de culto adecuado para la corte cuando el rey se alojase en su recién adquirida residencia en el château de Choisy. La primera piedra fue colocada por el propio rey el 4 de julio de 1748, y la iglesia fue dedicada en presencia del rey, la corte y el arzobispo de París el 21 de septiembre de 1760.
Se trata de un edificio protegido que encuentra inscrito en el registro de monumentos históricos de Francia desde el 7 de noviembre de 1975.

## Véase también

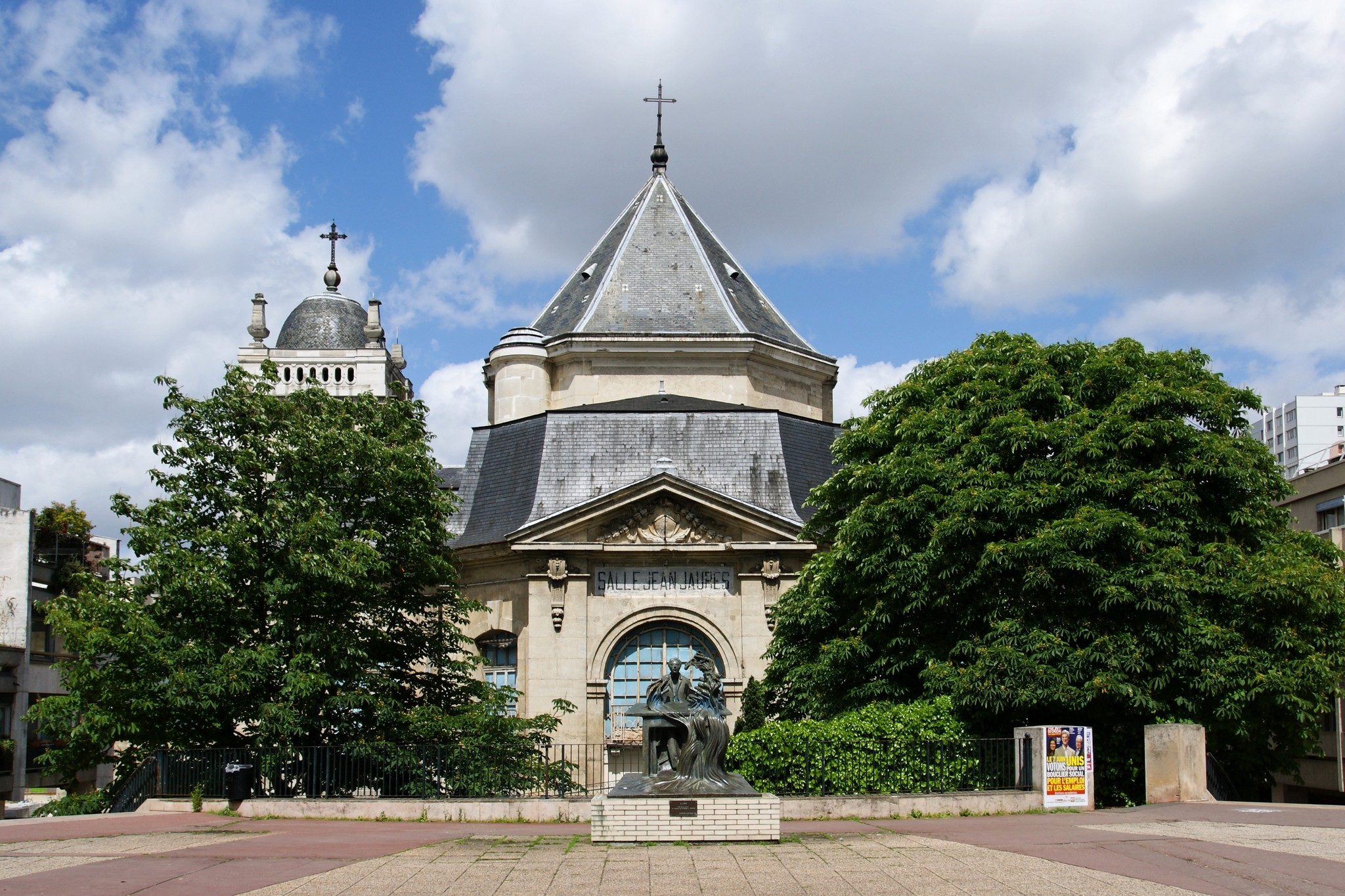
Otra vista del templo